# Melis Şahin
Melis Şahin est une ancienne joueuse de volley-ball turque née le 2 janvier 1988 à Çanakkale. Elle mesure 1,78 m et jouait au poste de libero. 

## Clubs
| Club                   | De        | À         |
| ---------------------- | --------- | --------- |
| Beşiktaş İstanbul      | 2002-2003 | 2009-2010 |
| Beylikdüzü Spor Kulübü | 2010-2011 | 2010-2011 |